# Distrito de Rohtas
Rohtas (en bihari; रोहतास जिला) es un distrito de India en el estado de Bihar. Código ISO: IN.BR.RO.
Comprende una superficie de 3 850 km².
El centro administrativo es la ciudad de Susaram.

## Demografía
Según censo 2011 contaba con una población total de 2 962 593 habitantes.